# As 20+
As 20+ é uma série que consiste de coletâneas de vários artistas lançadas pela editora discográfica MD Music. A coletânea com as 20 melhores canções da banda musical brasileira Banda Calypso até então foi lançada em 15 de março de 2006. Trata-se de um relançamento do primeiro álbum de complicação da banda, Os Maiores Sucessos, que, além das 16 faixas existentes – reunindo hits de seus três primeiros álbuns, sendo eles Banda Calypso, Ao Vivo e O Ritmo Que Conquistou o Brasil! –, foram incluídas quatro faixas de seu quarto álbum, Volume 4. A coleção recebeu certificação de disco de ouro, tendo vendido cerca de 400 mil cópias.

## Desempenho comercial
As 20+ fez sua primeira aparição entre os álbuns mais vendidos no Brasil no ranking da revista Época em 20 de abril de 2006, estando na posição de número 13. Em 26 de abril, deu uma subida para a décima colocação. Em 8 de maio de 2006, alcançou o terceiro lugar, se tornando seu pico. O álbum recebeu certificação de disco de ouro pelas 50 mil cópias vendidas. Ao todo, vendeu cerca de 400 mil cópias.

## Lista de faixas
| N.º            | Título                 | Compositor(es)               | Duração |  |
| 1.             | "Pra Te Esquecer"      | Batista Lima                 | 4:13    |  |
| 2.             | "Fala pra Mim"         | Louro Santos Tinho           | 3:41    |  |
| 3.             | "Imagino"              | Chrystian Lima Ivo Lima      | 3:40    |  |
| 4.             | "Paquera"              | Marquinhos Maraial Beto Caju | 3:45    |  |
| 5.             | "Príncipe Encantado"   | Marquinhos Maraial Beto Caju | 3:42    |  |
| 6.             | "Dançando Calypso"     | Carla Maués Josiel           | 3:03    |  |
| 7.             | "Odalisca"             | Edílson Moreno               | 3:11    |  |
| 8.             | "Estrela Dourada"      | Marquinhos Maraial Beto Caju | 4:04    |  |
| 9.             | "Cúmbia do Amor"       | Tonny Brasil                 | 3:54    |  |
| 10.            | "Vendaval"             | Adilson Ribeiro              | 2:40    |  |
| 11.            | "Dudu"                 | Tonny Brasil                 | 3:57    |  |
| 12.            | "Esperando por Você"   | Tonny Brasil                 | 4:09    |  |
| 13.            | "Senhorita"            | Ximbinha Nilk Oliveira       | 4:04    |  |
| 14.            | "Só Vai Dar Eu e Você" | Beto Barbosa                 | 3:04    |  |
| 15.            | "Mil e Uma Noites"     | Jomasan                      | 3:42    |  |
| 16.            | "Sem Medo de Falar"    | Aldo Luis                    | 2:50    |  |
| 17.            | "Maridos e Esposas"    | Chrystian Lima Ivo Lima      | 4:14    |  |
| 18.            | "Fórmula Mágica"       | Tonny Brasil                 | 3:43    |  |
| 19.            | "Disse Adeus"          | Ximbinha Tonny Brasil        | 4:02    |  |
| 20.            | "Como uma Virgem"      | Chrystian Lima Ivo Lima      | 4:08    |  |
| Duração total: | Duração total:         | Duração total:               | 1:13:46 |  |

## Certificações e vendas
| País   | Certificação | Vendas  |
| ------ | ------------ | ------- |
| Brasil | Ouro         | 400,000 |